# کوشک علیا (بافت)
کوشک علیا (بافت)، روستایی از توابع بخش مرکزی شهرستان بافت در استان کرمان ایران است.

## جمعیت
این روستا در دهستان دشتاب قرار دارد و براساس سرشماری مرکز آمار ایران در سال ۱۳۹۴، جمعیت آن۳۰۰ نفر (۳۲خانوار) بوده‌است.